# Giải vô địch bóng đá nữ U-20 thế giới 2010
Giải vô địch bóng đá nữ U-20 thế giới 2010 là lần thứ năm giải vô địch bóng đá nữ thế giới lứa tuổi 20 được tổ chức. Giải diễn ra tại Đức từ 13 tháng 7 tới 1 tháng 8 năm 2010 với sự tham gia của 16 đội tuyển từ sáu liên đoàn châu lục.

## Các đội tham dự

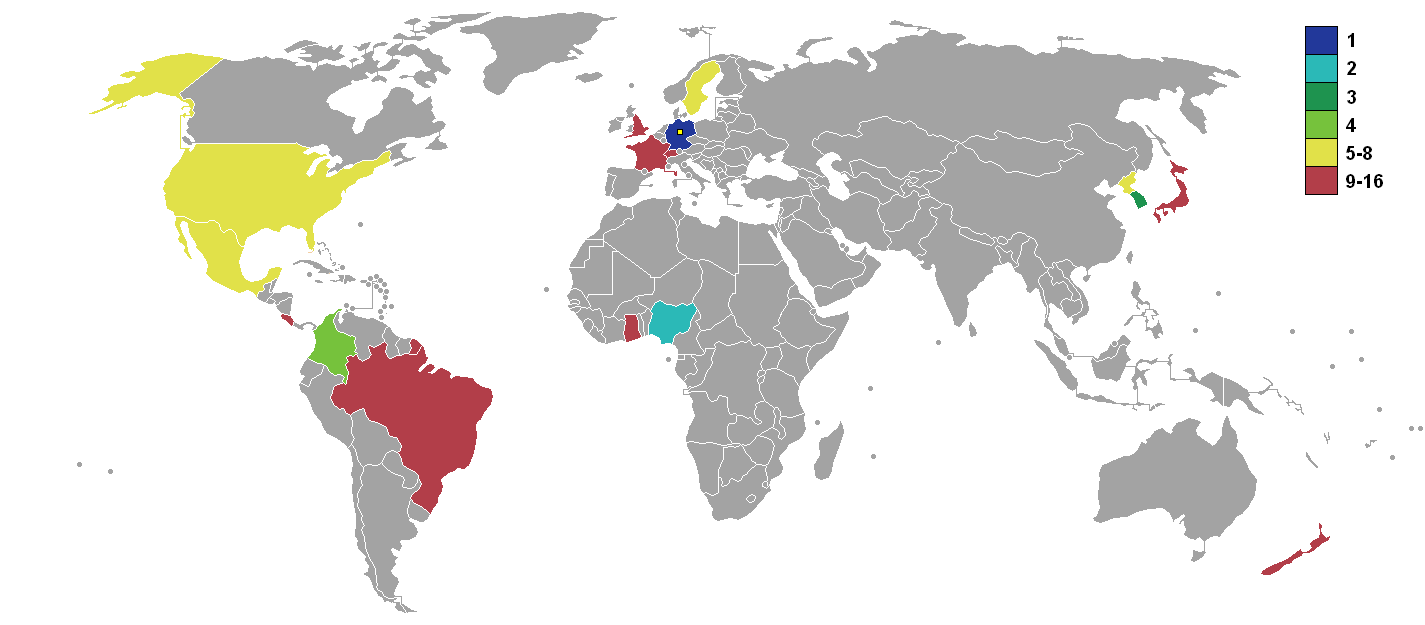
Xếp hạng chung cuộc các đội

| Liên đoàn                          | Vòng loại                                                 | Đội                                     |
| ---------------------------------- | --------------------------------------------------------- | --------------------------------------- |
| AFC (châu Á)                       | Giải vô địch bóng đá nữ U-19 châu Á 2009                  | CHDCND Triều Tiên · Hàn Quốc · Nhật Bản |
| CAF (châu Phi)                     | Vòng loại U-20 khu vực châu Phi 2010                      | Ghana1 · Nigeria                        |
| CONCACAF (Bắc, Trung Mỹ và Caribe) | Giải vô địch bóng đá nữ U-20 Bắc, Trung Mỹ và Caribe 2010 | Hoa Kỳ · México · Costa Rica1           |
| CONMEBOL (Nam Mỹ)                  | Giải vô địch bóng đá nữ U-20 Nam Mỹ 2010                  | Brasil · Colombia1                      |
| OFC (châu Đại Dương)               | Giải vô địch bóng đá nữ U-20 châu Đại Dương 2010          | New Zealand                             |
| UEFA (châu Âu)                     | Giải vô địch bóng đá nữ U-19 châu Âu 2009                 | Anh · Thụy Điển1 · Pháp · Thụy Sĩ       |
| Chủ nhà                            | Chủ nhà                                                   | Đức                                     |

1.^ Đội lần đầu tham dự.

## Vòng bảng

### Bảng A
| Đội        | Tr | T | H | B | BT | BB | HS | Đ |
| ---------- | -- | - | - | - | -- | -- | -- | - |
| Đức        | 3  | 3 | 0 | 0 | 11 | 4  | +7 | 9 |
| Colombia   | 3  | 1 | 1 | 1 | 5  | 4  | +1 | 4 |
| Pháp       | 3  | 1 | 1 | 1 | 4  | 5  | −1 | 4 |
| Costa Rica | 3  | 0 | 0 | 3 | 2  | 9  | −7 | 0 |

| Đức                                    | 4–2      | Costa Rica                           |
| -------------------------------------- | -------- | ------------------------------------ |
| Huth 2' · Popp 16', 53' · Hegering 57' | Chi tiết | Venegas 45+1' · Alvarado 72' (ph.đ.) |

| Colombia    | 1–1      | Pháp        |
| ----------- | -------- | ----------- |
| Andrade 86' | Chi tiết | Makanza 16' |

| Costa Rica | 0–2      | Pháp             |
| ---------- | -------- | ---------------- |
|            | Chi tiết | Makanza 67', 83' |

| Đức                                  | 3–1      | Colombia  |
| ------------------------------------ | -------- | --------- |
| Popp 21' · Arnold 50' · Hegering 55' | Chi tiết | Ortiz 82' |

| Pháp        | 1–4      | Đức                               |
| ----------- | -------- | --------------------------------- |
| Crammer 48' | Chi tiết | Popp 10', 35', 60' · Marozsán 73' |

| Costa Rica | 0–3      | Colombia                                   |
| ---------- | -------- | ------------------------------------------ |
|            | Chi tiết | D. Montoya 24', 40' · Rincón 90+3' (ph.đ.) |

### Bảng B
| Đội               | Tr | T | H | B | BT | BB | HS | Đ |
| ----------------- | -- | - | - | - | -- | -- | -- | - |
| Thụy Điển         | 3  | 2 | 1 | 0 | 6  | 4  | +2 | 7 |
| CHDCND Triều Tiên | 3  | 2 | 0 | 1 | 5  | 4  | +1 | 6 |
| Brasil            | 3  | 1 | 1 | 1 | 5  | 3  | +2 | 4 |
| New Zealand       | 3  | 0 | 0 | 3 | 3  | 8  | −5 | 0 |

| Brasil | 0–1      | CHDCND Triều Tiên |
| ------ | -------- | ----------------- |
|        | Chi tiết | Ho Un-Byol 69'    |

| Thụy Điển          | 2–1      | New Zealand   |
| ------------------ | -------- | ------------- |
| Göransson 56', 67' | Chi tiết | Wilkinson 33' |

| Brasil               | 1–1      | Thụy Điển     |
| -------------------- | -------- | ------------- |
| Rafaelle 53' (ph.đ.) | Chi tiết | Göransson 36' |

| CHDCND Triều Tiên                          | 2–1      | New Zealand   |
| ------------------------------------------ | -------- | ------------- |
| Yun Hyon-Hi 12' · Kim Un-Hyang 65' (ph.đ.) | Chi tiết | Armstrong 90' |

| New Zealand | 1–4      | Brasil                                   |
| ----------- | -------- | ---------------------------------------- |
| White 89'   | Chi tiết | Ludmila 25' · Leah 59' · Débora 87', 90' |

| CHDCND Triều Tiên                     | 2–3      | Thụy Điển                                              |
| ------------------------------------- | -------- | ------------------------------------------------------ |
| Kim Myong-Gum 26' · Jon Myong-Hwa 62' | Chi tiết | Jakobsson 43' · Göransson 52' · Hyon Un-Hui 75' (l.n.) |

### Bảng C

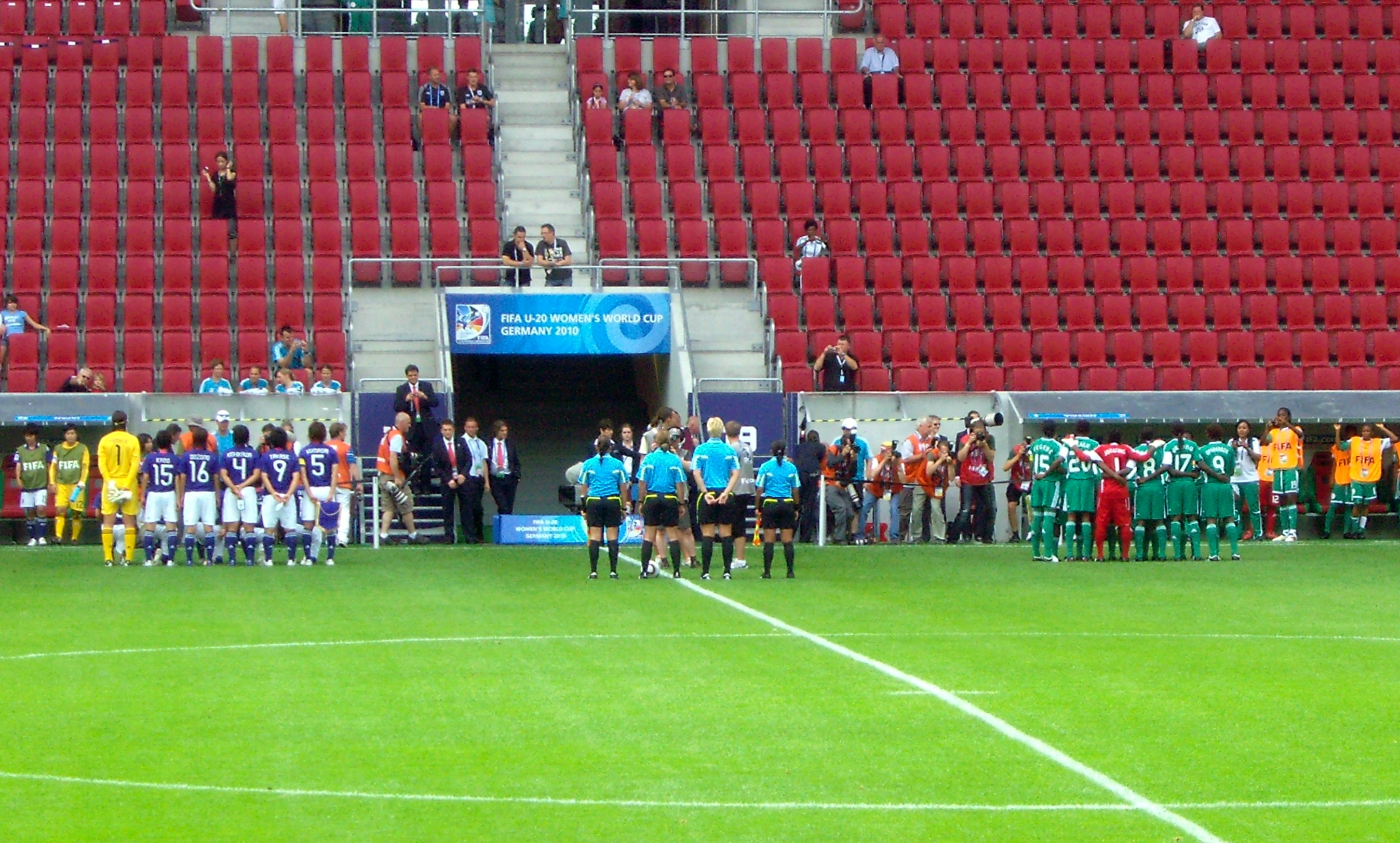
Trận Nhật Bản gặp Nigeria ngày 17 tháng 7 năm 2010

| Đội      | Tr | T | H | B | BT | BB | HS | Đ |
| -------- | -- | - | - | - | -- | -- | -- | - |
| México   | 3  | 1 | 2 | 0 | 5  | 4  | +1 | 5 |
| Nigeria  | 3  | 1 | 2 | 0 | 4  | 3  | +1 | 5 |
| Nhật Bản | 3  | 1 | 1 | 1 | 7  | 6  | +1 | 4 |
| Anh      | 3  | 0 | 1 | 2 | 2  | 5  | −3 | 1 |

| Anh        | 1–1      | Nigeria        |
| ---------- | -------- | -------------- |
| Harrop 45' | Chi tiết | Oparanozie 59' |

| México                                | 3–3      | Nhật Bản                                       |
| ------------------------------------- | -------- | ---------------------------------------------- |
| Cuellar 31' · Corral 41' · Rangel 45' | Chi tiết | Takase 19' · Cuellar 64' (l.n.) · Iwabuchi 88' |

| Nigeria                       | 2–1      | Nhật Bản     |
| ----------------------------- | -------- | ------------ |
| Okoronkwo 6' · Oparanozie 17' | Chi tiết | Iwabuchi 62' |

| Anh | 0–1      | México      |
| --- | -------- | ----------- |
|     | Chi tiết | Cuellar 62' |

| Nhật Bản                          | 3–1      | Anh                |
| --------------------------------- | -------- | ------------------ |
| Nakajima 20' · Kishikawa 74', 78' | Chi tiết | Duggan 83' (ph.đ.) |

| Nigeria  | 1–1      | México           |
| -------- | -------- | ---------------- |
| Orji 16' | Chi tiết | Garciamendez 77' |

### Bảng D
| Đội      | Tr | T | H | B | BT | BB | HS  | Đ |
| -------- | -- | - | - | - | -- | -- | --- | - |
| Hoa Kỳ   | 3  | 2 | 1 | 0 | 7  | 1  | +6  | 7 |
| Hàn Quốc | 3  | 2 | 0 | 1 | 8  | 3  | +5  | 6 |
| Ghana    | 3  | 1 | 1 | 1 | 5  | 5  | 0   | 4 |
| Thụy Sĩ  | 3  | 0 | 0 | 3 | 0  | 11 | −11 | 0 |

| Thụy Sĩ | 0–4      | Hàn Quốc                                     |
| ------- | -------- | -------------------------------------------- |
|         | Chi tiết | Ji So-Yun 34', 52', 64' · Lee Hyun-Young 42' |

| Hoa Kỳ     | 1–1      | Ghana     |
| ---------- | -------- | --------- |
| Leroux 70' | Chi tiết | Cudjoe 7' |

| Ghana                    | 2–4      | Hàn Quốc                                               |
| ------------------------ | -------- | ------------------------------------------------------ |
| Afriyie 28' · Cudjoe 56' | Chi tiết | Ji So-Yun 41', 87' · Kim Narae 62' · Kim Jin-Young 70' |

| Hoa Kỳ                                            | 5–0      | Thụy Sĩ |
| ------------------------------------------------- | -------- | ------- |
| K. Mewis 4' · Leroux 23', 52', 76' · Bywaters 25' | Chi tiết |         |

| Hàn Quốc | 0–1      | Hoa Kỳ     |
| -------- | -------- | ---------- |
|          | Chi tiết | Leroux 21' |

| Ghana                 | 2–0      | Thụy Sĩ |
| --------------------- | -------- | ------- |
| Addo 31' · Cudjoe 42' | Chi tiết |         |

## Vòng đấu loại trực tiếp
|  | Tứ kết                 | Tứ kết                 |                       |       | Bán kết       | Bán kết       |  |  | Chung kết | Chung kết |
|  |                        |                        |                       |       |               |               |  |  |           |           |
|  | 24 tháng 7 - Bochum    |                        |                       |       |               |               |  |  |           |           |
|  |                        |                        |                       |       |               |               |  |  |           |           |
|  | Đức                    | 2                      |                       |       |               |               |  |  |           |           |
|  | Đức                    | 2                      | 29 tháng 7 - Bochum   |       |               |               |  |  |           |           |
|  | CHDCND Triều Tiên      | 0                      |                       |       |               |               |  |  |           |           |
|  | CHDCND Triều Tiên      | 0                      | Đức                   | 5     |               |               |  |  |           |           |
|  | 25 tháng 7 - Dresden   |                        | Đức                   | 5     |               |               |  |  |           |           |
|  |                        | Hàn Quốc               | 1                     |       |               |               |  |  |           |           |
|  | México                 | Hàn Quốc               | 1                     | 1     |               |               |  |  |           |           |
|  | México                 |                        | 1 tháng 8 - Bielefeld | 1     |               |               |  |  |           |           |
|  | Hàn Quốc               | 3                      |                       |       |               |               |  |  |           |           |
|  | Hàn Quốc               | 3                      | Đức                   | 2     |               |               |  |  |           |           |
|  | 24 tháng 7 - Bielefeld |                        | Đức                   | 2     |               |               |  |  |           |           |
|  |                        | Nigeria                | 0                     |       |               |               |  |  |           |           |
|  | Thụy Điển              | Nigeria                | 0                     | 0     |               |               |  |  |           |           |
|  | Thụy Điển              | 29 tháng 7 - Bielefeld |                       | 0     |               |               |  |  |           |           |
|  | Colombia               | 2                      |                       |       |               |               |  |  |           |           |
|  | Colombia               | 2                      | Colombia              | 0     |               |               |  |  |           |           |
|  | 25 tháng 7 - Augsburg  |                        | Colombia              | 0     |               |               |  |  |           |           |
|  |                        | Nigeria                | 1                     |       | Tranh hạng ba | Tranh hạng ba |  |  |           |           |
|  | Hoa Kỳ                 | Nigeria                | 1                     | 1 (2) | Tranh hạng ba | Tranh hạng ba |  |  |           |           |
|  | Hoa Kỳ                 |                        | 1 tháng 8 - Bielefeld | 1 (2) |               |               |  |  |           |           |
|  | Nigeria                | 1 (4)                  |                       |       |               |               |  |  |           |           |
|  | Nigeria                | 1 (4)                  | Hàn Quốc              | 1     |               |               |  |  |           |           |
|  |                        |                        |                       |       |               |               |  |  |           |           |
|  | Colombia               | 0                      |                       |       |               |               |  |  |           |           |
|  | Colombia               | 0                      |                       |       |               |               |  |  |           |           |

### Tứ kết
| Thụy Điển | 0–2      | Colombia               |
| --------- | -------- | ---------------------- |
|           | Chi tiết | Rincón 11' · Ariza 22' |

| Đức                   | 2–0      | CHDCND Triều Tiên |
| --------------------- | -------- | ----------------- |
| Popp 43' · Arnold 69' | Chi tiết |                   |

| Hoa Kỳ                           | 1 – 1 (s.h.p.) | Nigeria                               |
| -------------------------------- | -------------- | ------------------------------------- |
| Brooks 9'                        | Chi tiết       | Ukaonu 79'                            |
| Loạt sút luân lưu                |                |                                       |
| Nairn · Pathman · Mewis · Leroux | 2–4            | Jegede · Ukaonu · Sunday · Oparanozie |

| México    | 1–3      | Hàn Quốc                                |
| --------- | -------- | --------------------------------------- |
| Junco 83' | Chi tiết | Lee Hyun Young 14', 67' · Ji So-Yun 28' |

### Semifinals
| Đức                                               | 5–1      | Hàn Quốc      |
| ------------------------------------------------- | -------- | ------------- |
| Huth 13' · Kulig 26', 53' · Popp 50', 67' (ph.đ.) | Chi tiết | Ji So-Yun 64' |

| Colombia | 0–1      | Nigeria |
| -------- | -------- | ------- |
|          | Chi tiết | Orji 2' |

### Tranh hạng ba
| Hàn Quốc      | 1–0      | Colombia |
| ------------- | -------- | -------- |
| Ji So-Yun 49' | Chi tiết |          |

### Chung kết
| Đức                          | 2–0      | Nigeria |
| ---------------------------- | -------- | ------- |
| Popp 8' · Ohale 90+2' (l.n.) | Chi tiết |         |

| Chiếc giày vàng | Quả bóng vàng  | Găng tay vàng    | Giải phong cách |
| --------------- | -------------- | ---------------- | --------------- |
| Alexandra Popp  | Alexandra Popp | Bianca Henninger | Hàn Quốc        |

## Cầu thủ ghi bàn
10 bàn
- Alexandra Popp

8 bàn
- Ji So-Yun

5 bàn
- Sydney Leroux

4 bàn
- Antonia Göransson

3 bàn
- Elizabeth Cudjoe
- Lee Hyun-Young
- Marina Makanza

2 bàn
- Débora
- Daniela Montoya
- Yoreli Rincón
- Marina Hegering
- Kim Kulig
- Svenja Huth
- Sylvia Arnold
- Renae Cuellar
- Iwabuchi Mana
- Kishikawa Natsuki
- Desire Oparanozie
- Ebere Orji

1 bàn
- Toni Duggan
- Kerys Harrop
- Leah
- Ludmila
- Rafaelle
- Lady Andrade
- Melissa Ortiz
- Tatiana Ariza
- Katherine Alvarado
- Carolina Venegas
- Dzsenifer Marozsán
- Elizabeth Addo
- Deborah Afriyie
- Kim Jin-Young
- Kim Narae
- Amber Brooks
- Zakiya Bywaters
- Kristie Mewis
- Charlyn Corral
- Alina Garciamendez
- Natalia Gómez Junco
- Nayeli Rangel
- Bridgette Armstrong
- Hannah Wilkinson
- Rosie White
- Nakajima Emi
- Takase Megumi
- Amarachi Okoronkwo
- Helen Ukaonu
- Pauline Crammer
- Sofia Jakobsson
- Ho Un-Byol
- Jon Myong-Hwa
- Kim Myong-Gum
- Kim Un-Hyang
- Yun Hyon-Hi

Phản lưới nhà
- Renae Cuellar (cho Nhật Bản)
- Hyon Un-Hui (cho Thụy Điển)
- Osinachi Ohale (cho Đức)